# Heinrich Geyer
Heinrich Geyer (* 27. März 1818 in Hardegsen; † 4. Oktober 1896 in Hamburg) war ein deutscher katholisch-apostolischer Geistlicher, Prophet der katholisch-apostolischen Gemeinden und begründete durch neue Apostelberufungen die „Allgemeine christliche Apostolische Mission“, die später zur Neuapostolischen Kirche führte.
Heinrich Geyer wurde in Hardegsen bei Göttingen als Sohn eines Schuhmachermeisters geboren und arbeitete zunächst als Gerichtsschreiber, später als Volksschullehrer. Er war evangelisch und gründete, getrieben von christlicher Nächstenliebe, in Volpriehausen bei Uslar das Heim „Bethesda“ für verwahrloste Kinder. Dies war das erste im Königreich Hannover.

## Katholisch-apostolische Periode
Er kam um 1848 zufällig mit der katholisch-apostolischen Bewegung in Berührung und stellte sich schnell in deren Dienst. Am 26. Oktober 1849 zog er mit seiner Familie nach Berlin, wo er am 26. Dezember 1849 durch den Apostel Thomas Carlyle versiegelt und als Unterdiakon eingesetzt wurde. Zwei Tage später schon wurde er zum Priester berufen und am 25. Juli 1850 als solcher vom Apostel ordiniert. Zusammen mit ihm wurde auch der spätere Leiter der Hamburger Gemeinde Friedrich Wilhelm Schwarz eingesetzt. Kurz nach der Ordination unterschied der Apostel Carlyle den Amtscharakter Geyers als den eines Propheten. Am 6. August 1850 diente Geyer erstmals in diesem Amt.
Er hatte unter den katholisch-apostolischen Amtsträgern einen guten Ruf und begleitete den Apostel auf vielen Reisen. Zu ihm bestand ein gutes und sachliches Verhältnis. Im Frühjahr wurde er vom Pfeilerpropheten Taplin in Albury, England, zum Engel (=Bischof) berufen und am 9. September 1852 in Berlin hierzu ordiniert.
Das prophetische Wirken Geyers stand im Zentrum seiner Amtstätigkeit. Er soll außerdem noch die Gaben des Zungenredens und der Krankenheilung besessen haben. Zwischen 1852 und 1862 berief er alle Priester und Engel in Norddeutschland sowie einige in Süddeutschland und der Schweiz.
Nach dem Tode des Apostels Carlyle übernahm der Apostel Francis Valentine Woodhouse das Arbeitsgebiet Norddeutschland.
Ab 1858 besuchte Geyer in Albury die neu eingeführten prophetischen Konferenzen. Die ersten Apostel waren zu diesem Zeitpunkt bereits verstorben, und die Apostel hatten sich dazu durchgerungen, die Ämter nicht neu zu besetzen. Umso erstaunlicher war es, dass Geyer bei der dritten dieser Konferenzen im Jahre 1860 zwei neue Apostel berief: Charles Böhm und William Caird. Die Apostel lösten die Versammlung sofort auf und verwarfen nach entsprechender Beratung diese Berufung. Geyer beugte sich zunächst der Apostelentscheidung und versah weiter seine Dienste.

## Trennung von den katholisch-apostolischen Gemeinden
Als sich der Apostel Woodhouse 1862 in Begleitung des Propheten Geyer in Königsberg aufhielt, berief dieser am Abend des 10. Oktober den Priester Rosochacky zum Apostel. Von dieser Berufung erlangte der Apostel Woodhouse zunächst keine Kenntnis.
Obwohl Geyer häufig als „Prophet mit dem Apostel“ fungierte, war er in dieses Amt nicht förmlich eingesetzt. Er war weiterhin dem Leiter seiner Berliner Gemeinde, dem Engel Rothe, unterstellt. Dieser stellte ihn kurze Zeit später aufgrund eines Lehrunterschieds zur Rede. Da Geyer auf seiner abweichenden Auffassung beharrte, wurde er schließlich von dem Engel Rothe vorläufig suspendiert. Diese Suspensation wurde von dem Apostel Woodhouse bestätigt.
In Hamburg war Leiter der Gemeinde der Engel Friedrich Wilhelm Schwarz, der aber dem ranghöheren Engel Rothe in Berlin unterstellt war. Geyer teilte Schwarz im Dezember 1862 seine Suspensation und die früher erfolgte Apostelberufung Rosochackys in Königsberg mit. Schwarz sympathisierte schon lange mit Geyers Vorstellungen von einer Weiterführung des Apostelamtes. Er lud Geyer und Rosochacky nach Hamburg ein und erkannte ihn am 4. Januar 1863 im öffentlichen Gottesdienst als Apostel an. Die große Mehrheit der Gemeinde Hamburg stellte sich hinter Schwarz, Geyer und Rosochacky. Engel Rothe konnte die Gemeinde am 7. Januar nicht umstimmen und suspendierte alle Hamburger Amtsträger, die Geyer folgten.
Am 17. Januar 1863 widerrief Rosochacky, nach Königsberg zurückgekehrt, seine eigene Apostelberufung und bezeichnete sie als teuflisch. Dadurch kamen Geyer, Schwarz und die Hamburger Gemeinde in Erklärungsnot.

## Allgemeine christliche Apostolische Mission
Am 26. Januar 1863 formulierte der bekannteste katholisch-apostolische Theologe Heinrich Thiersch als „Hirte mit dem Apostel“ die Anklage, woraufhin am nächsten Tag Geyer und Schwarz schuldig gesprochen, suspendiert und exkommuniziert wurden. Die Hamburger Gemeinde ging nun einen eigenen Weg. Sie wollten solange ohne Apostel bleiben, bis der Herr ihnen einen neuen geben würde. Dies erfolgte im Frühjahr 1863, als in Abwesenheit Geyers der Priester Carl Wilhelm Louis Preuß zum Apostel berufen wurde. Dies verstieß gegen alle katholisch-apostolischen Ordnungen. Preuß wurde zwar anerkannt, stand aber bis zu seinem Tod am 25. Juli 1878 immer im Schatten des begabteren Geyer.
Am 25. Mai 1863 wurde Schwarz durch Geyer zum Apostel gerufen und in die Niederlande geschickt. Die Hamburger Gemeinde suchte nach einem neuen Namen und nannte sich Allgemeine christliche apostolische Mission (AcAM)". Von Geyer gingen weitere missionarische Tätigkeiten aus und er hielt zahlreiche Vorträge. Es konnten Gemeinden in Berlin und im Harz (Winneburg, Edela, Osterode, Braunschweig und Wolfenbüttel) gegründet werden. Am 30. Oktober 1864 rief Geyer in Hamburg weitere Apostel: Peter Wilhelm Louis Stechmann für Ungarn, Johann Christoph Leonhard Hohl für Hessen und Heinrich Ferdinand Hoppe für die USA, sowie Johann August Ludwig Bösecke für Schlesien. Bis 1878 erfolgten dann keine Rufungen mehr.
Ab Mitte der siebziger Jahre kam es zu Spannungen in den Gemeinden, was zu zwei „Lagern“ führte. Es ging um die Stellung von Prophet und Apostel zueinander, um die Notwendigkeit der Versiegelung, um die Liturgiefrage und um die Nachfolge. Am 31. März 1878 rief Geyer in Abwesenheit seines Apostels Preuß in Hamburg Johann Friedrich Güldner zum Apostel für Norddeutschland und Skandinavien und damit zum Nachfolger des schwer erkrankten Preuß. Dies konnte Preuß nicht recht sein, denn er hatte eigene Nachfolgepläne und wurde von dem Ältesten Fritz Krebs aus den Harzgemeinden unterstützt. Am 25. Juli 1878 starb Preuß und der gerufene, aber noch nicht ordinierte, Apostel Güldner sollte sein Amt antreten. Dabei kam es am 4. August 1878 in einem Gottesdienst zu offenen Differenzen, wobei Geyer als Leiter der AcAM abgesetzt wurde. Er und Güldner verließen mit dem Großteil der Gemeinde die Versammlung. Bereits eine Woche später hielten sie wieder eigene Gottesdienste. Das Geschehen am 4. August 1878 wird von einigen Religionswissenschaftlern als die Geburtsstunde der Neuapostolischen Kirche betrachtet, die sich aus dem Rest der Hamburger Gemeinde, den kleineren Gemeinden im Harz sowie den von Menkhoff und Schwarz in Deutschland begründeten Gemeinden entwickelte.
Die Geyer-/Güldner-Gemeinde hielt ihren Namen als Allgemeine christliche apostolische Mission bei und stand ganz unter dem Einfluss von Geyer. Sie konnte in der Folgezeit jedoch kein Wachstum mehr erzielen. 1909 trat Robert Geyer der AcAM mit einem Großteil der Mitglieder der Alt-Apostolischen Gemeinde bei.
Am 4. Oktober 1896 starb Heinrich Geyer im Alter von 78 Jahren in Hamburg.